# Elektriska gatan
Elektriska gatan är ett studioalbum från 2004 av Staffan Hellstrand.
Han skrev låtmaterialet i avsikt att det skulle hålla för att spelas in med endast eget gitarr- eller pianoackompanjemang och några få pålägg, men ändrade sig och spelade in albumet med en norsk kompgrupp samt svenske klaviaturspelaren Jens Back. Låtarna "Romeo i Stocksund", "Du kan inte gräva upp månen"  och "Bortamatch"  gavs ut som singlar.
Lennart Persson skrev att "Hellstrand låter mer "på" än han gjort sedan Nomads för ett decennium sedan tryckte en elgitarrplugg rätt in i hjärtat på honom /.../ Han har aldrig varit bättre."

## Låtlista
Musik och text av Staffan Hellstrand.
| Nr  | Titel                           | Längd | Notering |
| --- | ------------------------------- | ----- | -------- |
| 1.  | Bortamatch                      | 2:56  |          |
| 2.  | Det här är ingen sång           | 3:16  |          |
| 3.  | Romeo i Stocksund               | 4:40  |          |
| 4.  | Dagar (som vi är)               | 3:38  |          |
| 5.  | Den första snön                 | 4:32  |          |
| 6.  | Mekhong whiskey                 | 4:20  |          |
| 7.  | Elektriska gatan                | 2:42  |          |
| 8.  | Känslan av att glida på ett tak | 3:06  |          |
| 9.  | Du kan inte gräva upp månen     | 3:26  |          |
| 10. | Höst                            | 2:51  |          |
| 11. | Kanalplan ToR                   | 2:50  |          |

## Medverkande
- Staffan Hellstrand: sång, akustisk gitarr, piano, munspel
- Jens Back: orgel, piano, harmonium, dragspel
- Palle Krüger: trummor, kör
- Jørn Christensen: el- och akustisk gitarr
- Per Vesterby: bas
- Michael Ilbert: maracas, tamburin, trummor
- Peter Svensson: elgitarr

## Listplaceringar
| Lista (2004) | Position |
| ------------ | -------- |
| Sverige      | 36       |

### Fotnoter
1. ↑  Information i Svensk mediedatabas.
2. ↑  Information i Svensk mediedatabas.
3. ↑  Information i Svensk mediedatabas.
4. ↑  Information i Svensk mediedatabas.
5. ↑  Lennart Persson (22 april 2004). ”Staffan Hellstrand: "Elektriska gatan"”. Expressen. https://www.expressen.se/noje/recensioner/musik/staffan-hellstrand-elektriska-gatan/. Läst 29 december 2010.
6. ↑  Listplacering